# مضيضة (يافع)

تعديل مصدري - تعديل

مضيضة هي إحدى قرى عزلة لبعوس بمديرية يافع التابعة لمحافظة لحج، بلغ تعداد سكانها 14 نسمة حسب تعداد اليمن لعام 2004.